# Еньков, Сергей Алексеевич
Сергей Алексеевич Еньков (25 сентября 1949 года в городе Коломна Московской области, РСФСР, СССР) — советский и российский инженер, политический деятель, депутат Государственной Думы ФС РФ первого созыва (1993—1995) и второго созыва (1995—1999).

## Биография
С 1967 по 1976 год работал в Государственном специальном конструкторском бюро в Рязани, в 1972 году заочно получил высшее образование по специальности «инженер-механик» в Рязанском сельскохозяйственном институте. В 1976 году работал в Рязанском областном объединении «Сельхозтехника» начальником отдела технического обслуживания технического парка.
С 1976 по 1979 год работал в Объединении «Сельхозтехника» Рязанской области начальником отдела кадров. С 1979 по 1981 год работал в Центре научной организации труда и управления производством Госкомсельхозтехники РСФСР в должности директора Рязанского филиала. С 1981 по 1983 год работал в Спасском районном объединении «Сельхозтехника» управляющим.
В 1985 году окончил Московскую Высшую партийную школу по специальности «политология». С 1985 по 1986 год работал в Рязанском областном комитете КПСС инструктором. С 1986 по 1989 год работал в Рязанском городском комитете профсоюза работников агропромышленного комплекса. С 1989 по 1993 год работал в Рязанском областном комитете профсоюза работников АПК заместителем председателя.
В 1993 году избран депутатом Государственной думы Федерального Собрания Российской Федерации первого созыва от Шиловского одномандатного избирательного округа № 149. В Государственной думе был членом комитета по делам общественных объединений и религиозных организаций, входил во фракцию Аграрной партии России.
В 1995 году избран депутатом Государственной думы Федерального Собрания Российской Федерации второго созыва от Шиловского одномандатного избирательного округа № 150. В Государственной думе был заместителем председателя комитета по делам общественных объединений и религиозных организаций, членом Счётной комиссии Госдумы, входил в Аграрную депутатскую группу.
В 2010 году баллотировался в депутаты Рязанской областной областной думы пятого созыва по спискам партии «Единая Россия». Работал генеральным директором ООО «Санаторий «Сосновый бор», входил в региональный политсовет Рязанского регионального отделения «Единой России», заместитель секретаря по вопросам взаимодействия с общественными объединениями и работе с молодежью, член партии «Единая Россия».

## Законотворческая деятельность
За время исполнения полномочий депутата Государственной думы I и II созывов выступил соавтором закона « Об общих принципах организации территориального общественного самоуправления».